# Кіразли (станція метро)
41°1′52″ пн. ш. 28°50′31″ сх. д. / 41.03111° пн. ш. 28.84194° сх. д.
Кіразли́ (тур. Kirazlı) — діючий комплекс станцій ліній М1 та M3 Стамбульського метрополітену.
Станція відкрита 14 червня 2013 і є південною кінцевою на лінії M3 і західною кінцевою на лінії M1B. Оскільки M3 вважається «продовженням» M1B, пасажири можуть виконувати пересадку між цими двома лініями безкоштовно. Кіразли є єдиною пересадочною станцією, яка пропонує безкоштовну пересадку в Стамбулі.

## Пересадки
- Автобуси: 92K, 98K, HT10, HT13, MK42
- Маршрутки: Бакиркьой-метро — Еврен-махаллесі, Бакиркьой — Барбарос, Бакиркьой — Істоч

## Платформа M1
| Попередня станція           | Лінія | Лінія                           | Лінія | Наступна станція |
| --------------------------- | ----- | ------------------------------- | ----- | ---------------- |
| Багджилар-мейдан до Єнікапи |       | M1 (Стамбульський метрополітен) |       | кінцева          |

## Платформа M3
| Попередня станція       | Лінія | Лінія                           | Лінія | Наступна станція |
| ----------------------- | ----- | ------------------------------- | ----- | ---------------- |
| Єнімахалле до Метрокент |       | M3 (Стамбульський метрополітен) |       | кінцева          |